# Ouled Tebben
Ouled Tebben là một đô thị thuộc tỉnh Sétif, Algérie. Dân số thời điểm năm 2002 là 9.482 người.